# Arno Ros

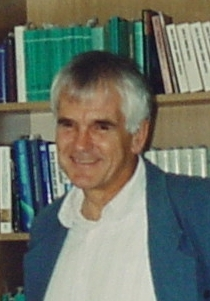
Arno Ros

Arno Ros (* 18. Dezember 1942 in Hamburg) ist ein deutscher Philosoph und Philosophie-Professor.

## Biographie

### Studium und erste Lehraufträge
Ros studierte Iberoromanistik, Soziologie, Literaturwissenschaft und Philosophie in Hamburg, Madrid (Spanien) und Coimbra (Portugal). Er wurde 1971 mit der Arbeit: Zur Theorie literarischen Erzählens promoviert. Seine Habilitation legte er in Saarbrücken als Mitarbeiter von Kuno Lorenz ab. Der Titel seiner Habilitationsschrift lautete: Philosophie als methodische Sinnkritik. In den folgenden Jahren war Ros Inhaber von Vertretungs- und Gastprofessuren in Hamburg, Saarbrücken und Campinas (Brasilien).

### Lehrstuhlinhaber in Magdeburg
Von 1994 bis 2009 war er Professor für Theoretische Philosophie an der Otto-von-Guericke-Universität Magdeburg. Seine Arbeitsschwerpunkte dort waren systematische und historische Fragen der Argumentationstheorie mit besonderer Berücksichtigung der Begriffstheorie (vom Begriff des Begriffs) sowie systematische und historische Fragen der Philosophie der Biologie und der Psychologie mit besonderer Berücksichtigung philosophischer Aspekte des Geist-Materie-Problems.

## Philosophie

### Argumentationstheorie
Ros befasst sich (auch infolge seiner Tätigkeit als Mitarbeiter von Kuno Lorenz) mit Argumentationstheorie und untersucht im Zuge dessen die Begriffe Begriff, Begründung und Erklärung sowie die Typologie von Erklärungen (Erklärungen durch Angabe von verschiedenen causae). Einen besonderen Beitrag zur Argumentationstheorie lieferte er durch seine dreibändige Monographie Begründung und Begriff (1989/1990), in der er Wandlungen des Verständnisses begrifflicher Argumentationen sowohl aus historischer (von der Antike bis in die Moderne) als auch aus systematischer Sicht herausarbeitete.

### Erkenntnistheorie, Rolle der Philosophie
Der Terminus Begriff wird in Ros’ Philosophie im Sinne der Philosophie des späten Wittgensteins verstanden, also als eine sprachliche benennbare und erläuterbare Unterscheidungsfähigkeit bzw. Unterscheidungsgewohnheit. Die erkenntnistheoretische Ausgangssituation besteht darin, dass wir als Subjekte Erkenntnisse über Teile der Welt ausschließlich dadurch gewinnen, dass wir Gegenstände (Entitäten) klassifizieren bzw. einordnen, d. h. von Unterscheidungsfähigkeiten Gebrauch machen. Problematisch ist dabei der Fakt, dass unsere Unterscheidungsfähigkeiten sowohl erlernt als auch kulturell als auch biologisch bedingt sein können, wodurch die Möglichkeit objektiver Rechtfertigung in Frage gestellt wird. Daraus ergibt sich die Rolle der Philosophie, die im Gegensatz zu den Einzelwissenschaften unsere Unterscheidungsgewohnheiten nicht anwendet, sondern sie stattdessen überdenkt, d. h. untersucht, ob diese Unterscheidungsgewohnheiten sinnvoll bzw. vernünftig sind.

### Philosophie des Geistes
Innerhalb der Philosophie des Geistes betont Ros als Argumentationstheoretiker, dass es zunächst wichtig ist, das genaue Problem zu spezifizieren. Physische Veränderungen werden von biologischen Veränderungen unterschieden, die als Aktivitäten eines Lebewesens im Gegensatz zu ersteren zweckgerichtet und als Reaktion auf einen Reiz zu verstehen sind. Beim Menschen kommt hinzu, dass er fähig ist, sich an Regeln zu orientieren. Vom Begriff des Lebewesens kommt Ros somit zum Begriff des Handlungssubjekts, von diesem wiederum zum Begriff der Person, die dadurch gekennzeichnet ist, dass sie psychische Phänomene aufweist. Seine Auffassung des Geist-Materie-Problems hat Ros in Materie und Geist (2005) dargelegt. 2008 erscheint der Aufsatz „Mentale Verursachung und mereologische Erklärungen“, in dem Ros das Problem der mentalen Verursachung durch mereologische Erklärungen auflösen will.
Darüber hinaus veröffentlichte er vor allem in letzterer Zeit einige weitere Aufsätze zur Philosophie des Geistes:
- 1996: „Philosophische Aspekte des Geist-Materie-Problems“ (Antrittsvorlesung an der Otto-von-Guericke-Universität Magdeburg am 26. Juni 1996)
- 1996: „Bemerkungen zum Verhältnis zwischen Neurophysiologie und Psychologie“
- 1997: „Reduktion, Identität und Abstraktion. Bemerkungen zur Diskussion um die These von der Identität physischer und psychischer Phänomene ...“
- 1998: „Bemerkungen zum Geist-Materie-Problem: Woraus es besteht, und wie es sich lösen läßt.“
- 2007: „Willensfreiheit, Urheberschaft und Zufall“
- 2007: „Unmittelbares Selbstbewusstsein: Woraus es besteht und wie es sich entwickelt haben kann.“

Ros spricht in der Philosophie des Geistes ausdrücklich von psychischen Phänomenen anstelle von mentalen oder geistigen Zuständen (wie es in der aktuellen Diskussion üblich ist). Unter geistigen Zuständen versteht er nur höhere kognitive Funktionen (wie z. B. Problemlösen, Nutzung abstrakter Konzepte usw.). Zum Psychischen gehören aber auch Phänomene wie Wutanfälle, weshalb Ros die Begriffe mental und geistig vermeidet.

## Werke
Dies ist eine Auswahl der Werke von Arno Ros. Das vollständige Publikationsverzeichnis kann unter Weblinks eingesehen werden.

### Monographien
- 1972: Zur Theorie literarischen Erzählens. Mit einer Interpretation der „cuentos“ von Juan Rulfo. (Dissertationsschrift), Athenäum, Frankfurt a. M., 1972. Inhaltsverzeichnis (PDF; 98 kB)

- 1979: Objektkonstitution und elementare Sprachhandlungsbegriffe, Hain, Königstein/Ts., 1979. Inhaltsverzeichnis (PDF; 303 kB)

- 1983: Die Genetische Epistemologie Jean Piagets. Resultate und offene Probleme, Philosophische Rundschau, Sonderheft, J.C.B.Mohr, Tübingen, 1983.

- 1983: Philosophie als methodische Sinnkritik. Zu Aporien der Begriffsexplikation in der neueren philosophischen Tradition von Kant bis Wittgenstein. (Habilitationsschrift), unveröffentlicht, eingearbeitet in Begründung und Begriff.

- 1990: Begründung und Begriff. Wandlungen des Verständnisses begrifflicher Argumentationen, Meiner, Hamburg, 3 Bde., 1008 Seiten; ISBN 978-3-7873-0962-7. Inhaltsverzeichnis
  - 1989: Band 1: Antike, Spätantike und Mittelalter.
  - 1990: Band 2: Neuzeit
  - 1990: Band 3: Moderne

- 2005: Materie und Geist. Eine philosophische Untersuchung., Mentis, Paderborn, 2005, 686 Seiten; ISBN 3-89785-397-3. Inhaltsverzeichnis (PDF; 85 kB)
  - Rezension von J.R.J. Schirra (PDF-Datei; 127 kB)

### Aufsätze
- 1982: „Kausale, teleologische und teleonomische Erklärungen“, in: Zeitschrift für allgemeine Wissenschaftstheorie, XIII/1982, S. 320–335. Online-Fassung

- 1996: „Philosophische Aspekte des Geist-Materie-Problems“, in: Antrittsvorlesungen 1996 an der Fakultät für Geistes-, Sozial- und Erziehungswissenschaften der Otto-von-Guericke-Universität Magdeburg, Universität, Magdeburg, 1996. Online-Fassung (Memento vom 7. Juni 2007 im Internet Archive)

- 1996: „Bemerkungen zum Verhältnis zwischen Neurophysiologie und Psychologie“, in: Journal for General Philosophy of Science, 27/1996, S. 91–130. Online-Fassung

- 1997: „Reduktion, Identität und Abstraktion. Bemerkungen zur Diskussion um die These von der Identität physischer und psychischer Phänomene innerhalb der Analytischen Philosophie.“, in: Astroh, Michael, Dietfried Gerhardus, Gerhard Heinzmann (Hrsg.): Dialogisches Handeln. Eine Festschrift für Kuno Lorenz. Spektrum, Heidelberg, Berlin, Oxford, 1997, S. 403–425. Online-Fassung (deutsch) (PDF; 138 kB) Online-Fassung (englisch)

- 1999: „Was ist Philosophie?“, in: Richard Raatzsch (Hrsg.): Philosophieren über Philosophie., Leipziger Universitätsverlag, Leipzig, 1999, S. 36–58. Online-Fassung

- 2007: „Willensfreiheit, Urheberschaft und Zufall“, in: Hans-Peter Krüger (Hrsg.): Hirn als Subjekt? Philosophische Grenzfragen der Neurobiologie. Akademie, Berlin, S. 305–348. Online-Fassung (PDF; 283 kB)

- 2007: „Unmittelbares Selbstbewusstsein: Woraus es besteht und wie es sich entwickelt haben kann.“, in: Michael Pauen, Michael Schütte, Alexander Staudacher (Hrsg.): Begriff, Erklärung, Bewusstsein. Neue Beiträge zum Qualia-Problem., Mentis, Paderborn, 2007, S. 273–305. Online-Fassung

- 2008: „Mentale Verursachung und mereologische Erklärungen. Eine einfache Lösung für ein komplexes Problem.“, in: Deutsche Zeitschrift für Philosophie, 56/2(2008):167-203. Online-Fassung (PDF; 313 kB)

- 2009: „Synthetischer Materialismus. Ein neuer Ansatz zur Klärung philosophischer Aspekte des Geist-Materie-Problems“. In: Idee, 70(2009):127-140. Online-Fassung

- 2012: „Über einige methodische Fehler bei der neueren Diskussion um philosophische Aspekte des Geist-Materie-Problems“. In: e-Journal Philosophie der Psychologie, 16(2012). Online-Fassung (PDF; 278 kB)